# Aiguille du Midi
Aiguille du Midi je planinski vrh u francuskim Alpama visine 3 842 m. Žičara koja vodi do vrha (Téléphérique de l'Aiguille du Midi), sagrađena je 1955., a držala je rekord kao najviša žičara na svijetu dva desetljeća. I dalje drži rekord za najviši vertikalni uspon u svijetu 1035 m.
Nadmorska visina je 3842 m. Prvi službeno zabilježen uspon je bio 4. kolovoza 1818.

## Vanjske poveznice
- Virtualna panorama vrha